# Isoneuromyia rufescens
Isoneuromyia rufescens är en tvåvingeart som beskrevs av Enrico Adelelmo Brunetti 1912. Isoneuromyia rufescens ingår i släktet Isoneuromyia och familjen platthornsmyggor. Inga underarter finns listade i Catalogue of Life.